# Postbiotico

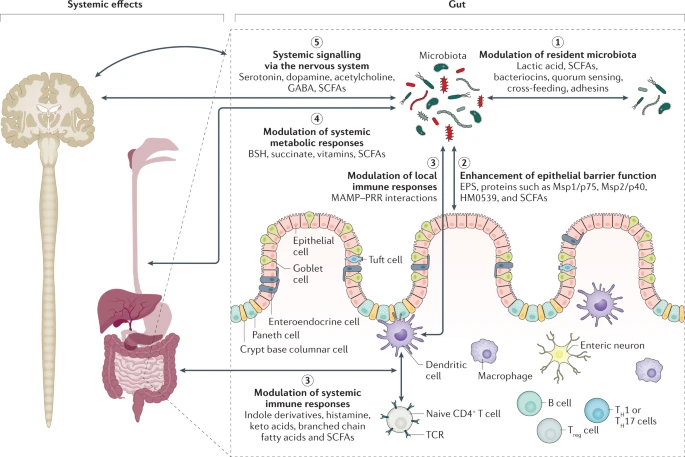
I 5 meccanismi d'azione postulati per l'azione dei postbiotici.
Concettualmente, l'attività delle molecole effettrici potrebbe essere conservata meglio se la struttura cellulare dei postbiotici viene preservata, ad esempio, attraverso una maggiore avidità nelle interazioni con i recettori immunitari o aumentando il tempo di permanenza delle molecole attive all'interno dell'ospite. La parete cellulare protegge dalla rapida degradazione da parte degli enzimi digestivi e dall'attacco immunitario all'interno dell'ospite. Questo aspetto è simile alla situazione dei vaccini, che funzionano anche meglio se la struttura cellulare è preservata, ma con le parti più tossiche e / o patogene che vengono inattivate o eliminate.
Legenda: BSH, sali biliari idrolasi; EPS, esopolisaccaride; MAMP, pattern molecolare associato ai microbi; PRR, recettore per il riconoscimento del pattern; SCFA, acidi grassi a catena corta; TCR, recettore delle cellule T; TCellula H, cellula T helper; Cellula T reg, cellula T regolatrice.

Un postbiotico è una «preparazione di microrganismi inanimati e/o dei loro componenti che conferisce un beneficio per la salute all'ospite»; questa è la definizione data con un atto di consenso del 2019 dall'International Scientific Association for Probiotics and Prebiotics (ISAPP).
I postbiotici efficaci devono contenere cellule microbiche inattivate o componenti cellulari, con o senza metaboliti, che contribuiscono ai benefici osservati per la salute.

## Storia
Prima della classificazione della ISAPP diversi termini diversi sono stati utilizzati nel corso degli anni per riferirsi alle varie forme prodotti contenenti microrganismi inattivati o uccisi; nella letteratura scientifica troviamo i termini, sinonimi tra loro, qualiparaprobiotici, parapsicobiotici, probiotici fantasma, metabiotici, probiotici tindalizzati e lisati batterici.

## Caratteristiche
Un postbiotico può derivare nella maggior parte dei casi dai preparati probiotici, specialmente alla fine della durata di conservazione di questi ultimi. Esso includerà anche un numero potenzialmente elevato di microrganismi morti e feriti.
Gli alimenti fermentati sono ricchi di postbiotici sotto forme di cellule microbiche non vitali, inoltre molte fermentazioni sono mediate dai batteri dell'acido lattico, che possono produrre una serie di strutture cellulari e metaboliti che sono stati associati alla salute umana, inclusi vari componenti della superficie cellulare, acidi grassi a catena corta (SCFA), frazioni di cellule microbiche, proteine funzionali, polisaccaridi extracellulari (EPS), lisati cellulari, acido teicoico, muropeptidi derivati da peptidoglicani e strutture tipo pili.
Secondo l'ISAPP per qualificarsi come postbiotico un prodotto deve avere:
- Caratterizzazione molecolare dei microrganismi progenitori (ad esempio, sequenza genomica completamente annotata) per consentire un'identificazione accurata e lo screening per potenziali geni di preoccupazione per la sicurezza.
- Descrizione dettagliata della procedura di inattivazione e della matrice.
- Conferma che si è verificata l'inattivazione.
- Prova di un beneficio per la salute nell'ospite da uno studio controllato e di alta qualità.
- Descrizione dettagliata della composizione del preparato postbiotico.
- Valutazione della sicurezza del preparato postbiotico nell'ospite target per l'uso previsto.

## Sicurezza
Rispetto alla sicurezza è ragionevole ritenere che i postbiotici abbiano un profilo di sicurezza migliore rispetto ai probiotici, perché i microrganismi che contengono hanno perso la capacità di replicarsi e quindi non possono causare batteriemia o fungemia, potenziali rischi associati alla somministrazione di probiotici (anche se estremamente rari).
I ricercatori hanno ipotizzano 5 possibili meccanismi d'azione per giustificare l'azione biologica dei postbiotici:
1. modulazione del microbiota residente;
2. potenziamento delle funzioni di barriera epiteliale;
3. modulazione delle risposte immunitarie locali e sistemiche;
4. modulazione delle risposte metaboliche sistemiche; e
5. segnalazione sistemica tramite il sistema nervoso.

## Funzioni biologiche
Le funzioni biologiche modulate dai postbiotici sono:
- Modulazione benefica del microbiota.
- Miglioramento della funzione di barriera epiteliale.
- Modulazione delle risposte immunitarie.
- Modulazione del metabolismo sistemico.
- Segnalazione tramite il sistema nervoso.

## Utilizzi proposti
I postibiotici sono studiati e proposti in una vasta gamma di patologie umane